# Varvara Uexküll von Gyllenband
La baronne Varvara Ivanovna Uexküll von Guillenband (russe : Варвара Ивановна Икскуль фон Гильденбанд), de son nom de naissance Loutkovskaïa (russe : Лутковская), de son premier mariage Glinka Mavrina (russe : Глинка-Маврина), née le 29 novembre 1851 (11 décembre dans le calendrier grégorien) à Saint-Pétersbourg et morte le 20 février 1928 dans le 16e arrondissement de Paris, est une activiste sociale, femme de lettres, éditrice, activiste culturelle et sociale et bienfaitrice russe. Elle a écrit en français sous le pseudonyme de V. Rouslane.    

## Biographie
Varvara Ivanovna est née le 29 novembre 1851 à Saint-Pétersbourg. Elle est la fille du major-général Ivan Loutkovski (ru) et de Maria Alexandrovna Chtcherbatova, née Schteritch, issue d'une famille serbe.    
À 16 ans elle se marie avec le diplomate, conseiller d'État titulaire et chambellan Nikolaï Glinka. Ils ont deux fils, Grigori et Ivan, et une fille, Sofia. 

### L'écrivaine
Après avoir quitté, « un jour merveilleux », et au scandale général, son mari, elle se rend au début des années 1880 à Paris, où elle commence, en français, à écrire des nouvelles et des récits . Elle les publie en France, puis en Russie, sous le pseudonyme de V. Rouslane. Son roman Le Juif de Sofievka, («Софиевский еврей») est bien accueilli. Guy de Maupassant préface certains de ses ouvrages. Elle traduit également Fiodor Dostoïevski en français. Elle adresse ensuite au Messager du Nord, en 1876, sa propre traduction du français de Dans les brumes du nord («На туманном севере»), mais le roman n'a pas de succès.  
Après une réconciliation, elle divorce de son mari, et épouse ensuite son supérieur, le baron, conseiller secret titulaire Karl Üxküll von Hildenband (ru) (1818-1893), ambassadeur russe à Rome. Ils reviennent vers 1889 à Saint-Pétersbourg.

### Le salon

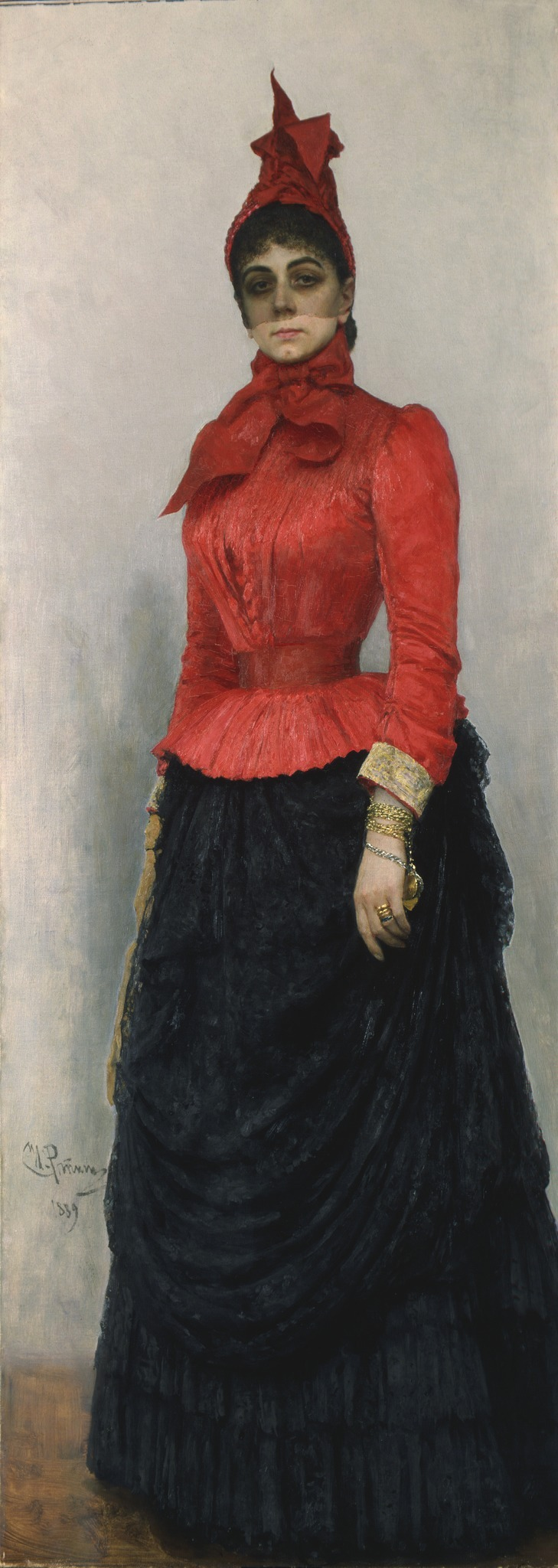
Dame dans une robe rouge, portrait de Varvara Ivanovna Üxküll von Hildenband par Ilia Répine (1889)

Son second mari meurt en 1893. Elle ouvre dans sa maison sur les quais du Canal Catherine un salon littéraire et artistique. Y participent de grands dignitaires et des personnalités des sciences, des lettres et des arts, dont Vladimir Soloviev, Maxime Gorki, Dimitri Merejkovski, Zinaïda Hippius, Mikhaïl Nesterov, Vladimir Korolenko, Anton Tchekhov, Vladimir Stassov, Léon Tolstoï et d'autres. 
Ilia Répine fait le portrait de bon nombre de ses hôtes, ainsi que le sien, Dame dans une robe rouge («Дама в красном платье», 1889). Ce portrait est sans doute à l'origine du fait que Varvara Ivanovna est appelée à la cour « la baronne rouge ».
À la fin des années 1890, elle emménage dans une maison qui appartenait auparavant à un de ses grands parents, Alexandre Benois, 18 rue Kirotchnaïa, où elle continue à tenir salon.

### L'activisme culturel et social
Entre 1891 et 1896, en collaboration avec Ivan Sytine, elle édite des livres bon marché pour un lectorat populaire. Soixante quatre ouvrages seront publiés, russes et traduits de la littérature française. Gogol, Tolstoï, Dostoïevski, Garchine ou Sand figurent parmi les auteurs. Le nom d'éditeur est « Pravda. Éditions V. I. »  («Правда». Издания В.И.). Ilia Répine illustre gracieusement certains ouvrages.  
En 1892, elle se rend au village de Nijnaïa Serda dans le gouvernement de Kazan. Elle collecte de l'argent et organise des repas gratuits pour aider les victimes de la famine russe de 1891-1892. Elle attrape alors la varicelle. À la demande de Léon Tolstoï, elle aide ensuite les Doukhobors qui émigrent au Canada.   
De vues libérales, et tirant parti de sa proximité avec la cour impériale, elle intervient en faveur de plusieurs de ses contemporains. Elle fait ainsi libérer trois fois Maxime Gorki de prison, et fait des démarches en faveur de Nikolaï Mikhaïlovski, menacé d'exil.    
Elle joue également un grand rôle dans la création à Saint-Pétersbourg du premier institut de médecine féminin en Europe, aujourd'hui la Première université d'État de médecine de Saint-Pétersbourg I. P. Pavlov (ru), et par la suite aide continûment à son fonctionnement. Elle organise des concerts de charité, des conférences et des loteries, s'occupe de recueillir des moyens pour organiser des repas bon marché ou gratuits pour les nécessiteux, et créée plusieurs bourses portant son nom. En 1894-1896, elle donne une collection importante d'ouvrages à la bibliothèque de l'Université d'État de Saint-Pétersbourg et à celle des Cours supérieurs féminins Bestoujev. Elle sera responsable des cours à la bibliothèque entre 1894 et 1918.      

### La communauté Kaufman
En 1900 elle est une des fondatrices et organisatrice de la Communauté des sœurs de la Miséricorde, qui porte le nom du général Mikhaïl Kaufman (ru), ancien dirigeant de la société de la Croix-Rouge russe (ru). Elle est membre du comité central Alexeïevski pour l'assistance aux orphelins de la guerre russo-japonaise. Entre février et octobre 1912, avec un détachement de sœurs infirmières de la communauté Kaufman, elle se rend dans les Balkans, pendant la guerre qui opposent la Bulgarie, la Serbie et le Monténégro à l'Empire ottoman.  
Entre 1914 et 1916, les sœurs de la communauté, sous sa direction, servent dans le front du sud-ouest, où elles organisent une série d'hôpitaux et d'infirmeries d'étape. Varvara Ivanovna reçoit en 1913 la Croix de saint Georges de quatrième classe.

### Après la Révolution
Elle passe en 1918 quelques semaines en prison, comme otage (elle est mère d'un garde blanc), et est expulsée avec son fils Ivan Glinka, ex-officier de la garde, de sa maison de la rue Kirotchnaïa. Ivan meurt d'une pneumonie, aggravée par la famine, dans l'hiver 1919-1920. À l'automne, grâce à l'intervention de Maxime Gorki, elle s'installe dans la Maison des arts, sur la perspective Nevski. Elle s'efforce de vivre de traductions. Elle part illégalement pour la Finlande, avec l'aide de passeurs, par le Golfe de Finlande gelé, en hiver 1920.   
Elle vit à Paris à partir de 1922 où elle a rejoint son fils Grigori. Elle meurt le 20 février 1928 et est enterrée au cimetière des Batignolles.

## Postérité
De nombreuses pages de mémoires littéraires lui sont consacrées, notamment dans celles de Vladislav Khodassevitch, Tatiana Axakova-Sivers (ru), Dmitri Mamine-Sibiriak ou Vladimir Bontch-Brouïevitch. 12 des poèmes du premier recueil de Dimitri Merejkovski lui sont dédiés.

## Œuvres
- V. Rouslane, Le Juif de Sofievka, Paris, E. Plon et Cie, imprimeurs-éditeurs, 1883, 241 p. (lire en ligne),
  - réédition : Rouslane V., Le Juif de Sofievka, Hachette Livres BNF, 2016 (ISBN 9782013709903, OCLC 1007923854, lire en ligne) ;
- V. Rouslane, La faute de la comtesse, Paris, E. Plon, Nourrit et Cie, 1884, 266 p. ;
- V. Rouslane, Kira, une jeune fille russe, Paris, E. Plon, Nourrit et Cie, 1884, 320 p. ;
- (ru) Икскуль В. И. (V. I. Üxküll), « На туманном севере » [« Dans le Nord brumeux »], Северный вестник, nos 1-4,‎ 1886 ;
- (ru) Икскуль В. И. (V. I. Üxküll), « Иван Дмитриевич Сытин » [« Un demi-siècle pour le livre »], Полвека для книги. 1866-1916, Moscou,‎ 1916, p. 121.